# Kościół Niepokalanego Poczęcia Najświętszej Maryi Panny w Starym Jaworowie
Kościół Niepokalanego Poczęcia Najświętszej Maryi Panny w Starym Jaworowie – rzymskokatolicki kościół filialny zlokalizowany w Starym Jaworowie w województwie dolnośląskim, w powiecie świdnickim. Należy do parafii św. Michała Archanioła w Milikowicach.

## Historia
Pierwsza wzmianka o kościele we wsi pochodzi z 1376. Obiekt zbudowano na przełomie XIII i XIV wieku. Reprezentował wówczas styl gotycki. W XVIII wieku (w latach 1706-1708) został przebudowany w stylu barokowym. Był konsekrowany w 1726. W końcu XIX wieku został regotyzowany. Był remontowany w latach 1969 oraz 1972.

## Architektura
Jednonawowy kościół posiada od wschodu prostokątne prezbiterium. Wieża wzniesiona jest na planie kwadratu od strony zachodniej. Nawa kryta jest stropem z podciągiem i fasetami. Prezbiterium nakrywa sklepienie krzyżowo-żebrowe. Od północy do prezbiterium przylega dwukondygnacyjna dobudówka z lożą kolatorską, która ma sklepienie kolebkowo-krzyżowe z lunetami.
Dachy dwuspadowe są pokryte dachówką. Wieża jest oszkarpowana w narożnikach i kryta dachem namiotowym. Od południa do nawy przylega kruchta. Prowadzi doń ostrołukowy, sfazowany portal. 

## Wyposażenie
Wyposażenie reprezentuje styl neogotycki. W kościele są regotyzowane otwory okienne (ostrołukowe) oraz ostry łuk tęczowy. We wnętrzu zachowały się dwa nagrobki z XVII wieku, piaskowcowa chrzcielnica ze sceną chrztu Jezusa w Jordanie, rzeźby św. Anny i św. Joachima oraz witraż maryjny.

## Otoczenie
Kościół otacza dawny cmentarz (zamknięty), na którym zachowało się kilka starych nagrobków. Otoczony jest zachowanym tylko od południa i południowego wschodu kamiennym murem. Od północy teren cmentarny był powiększany i otoczony murem z cegły. Przy murze stoją dwa krzyże pokutne z XIV-XVI wieku.

## Galeria

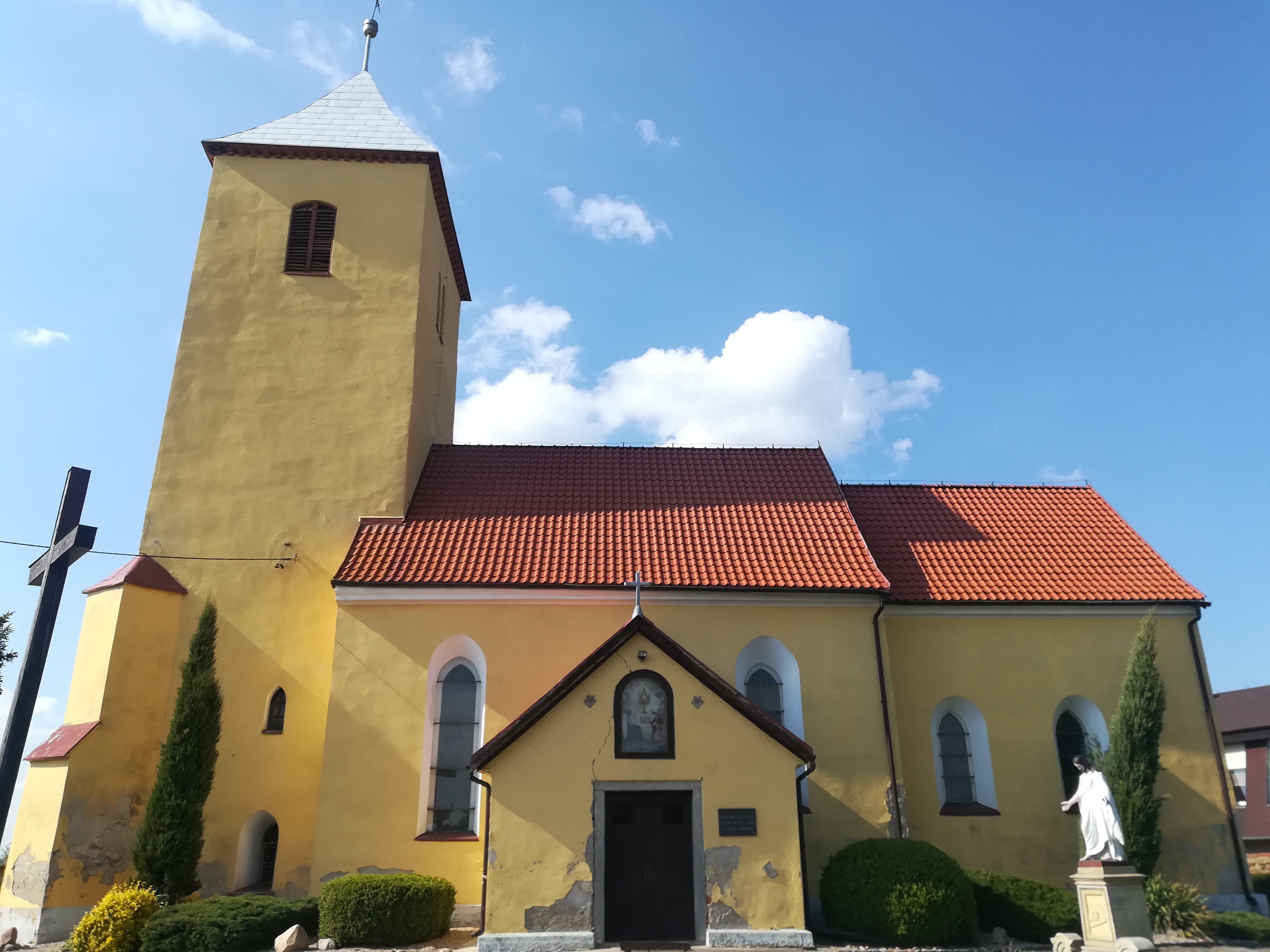
Wejście (kruchta)
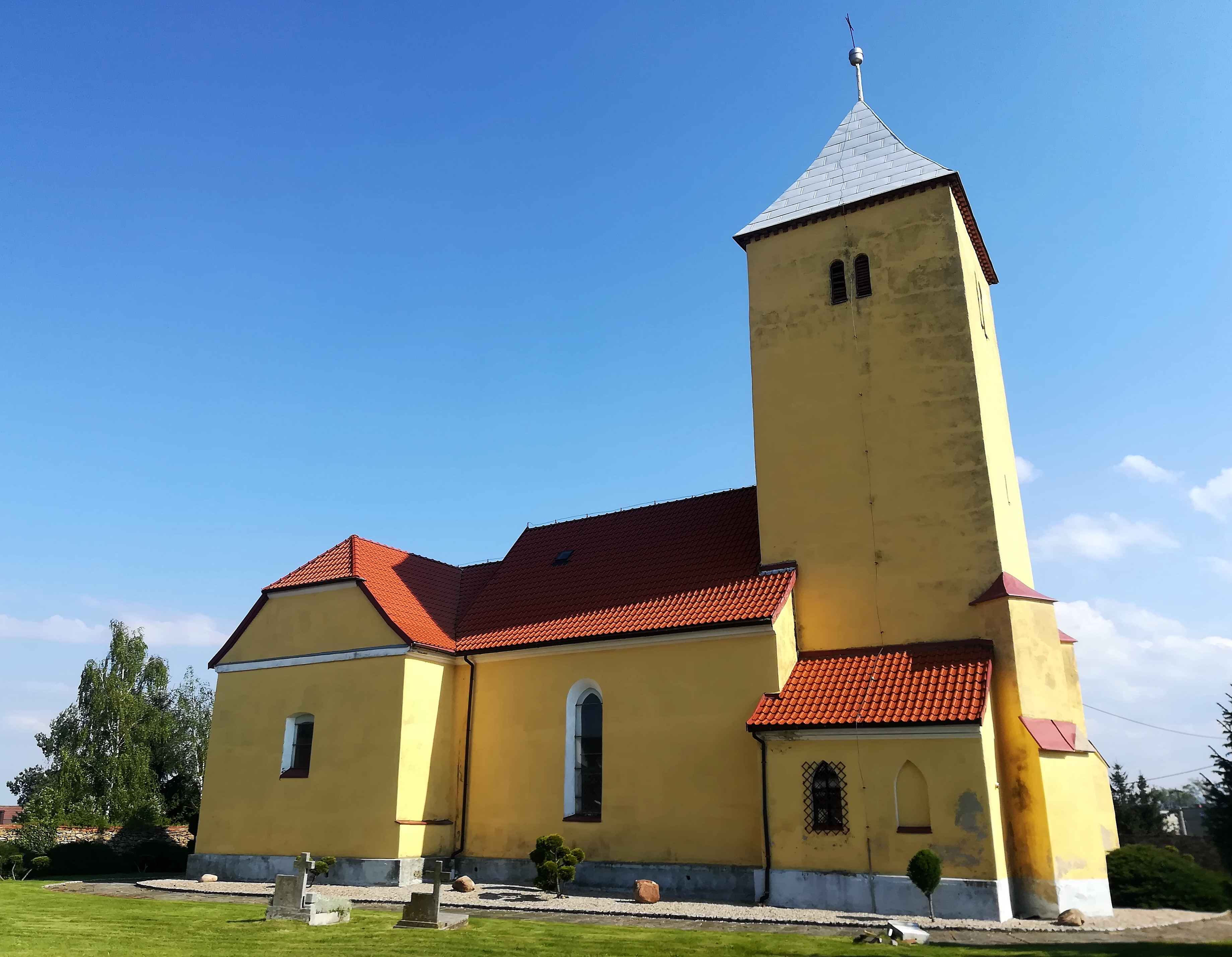
Widok ogólny
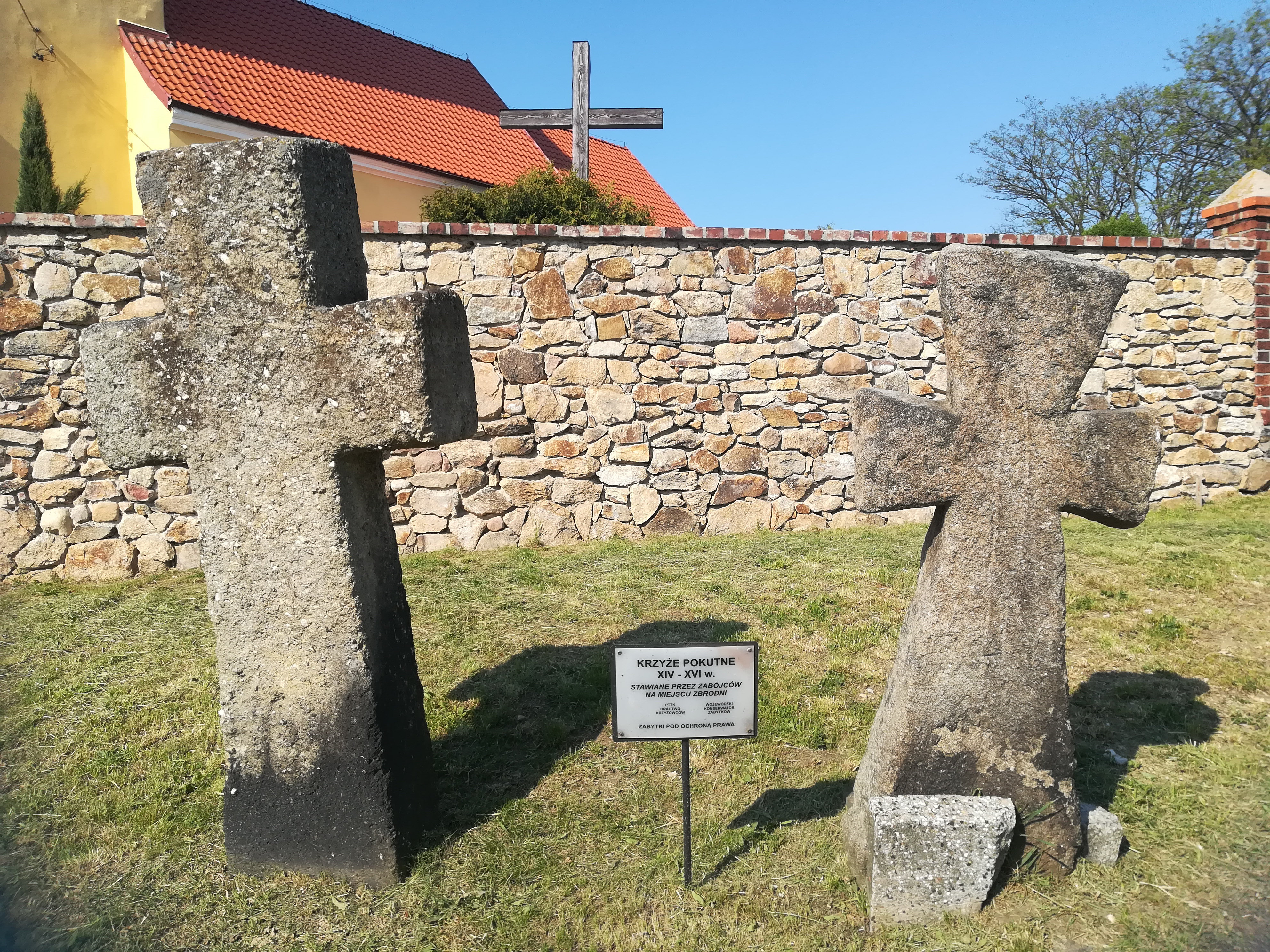
Krzyże pokutne